# حسن‌خان سالار
حسن‌خان سالار یا محمد حسن خان معروف به سالار پسر پنجم الله‌یار خان آصف‌الدوله و پسر بزرگ مریم خانم دختر پنجم فتحعلی‌شاه و پسردایی محمدشاه قاجار بوده است. یکی از شاهزادگان قاجار بود که بیش از همه به خاطر شورش و حمایت از ادعای بهمن میرزا قاجار بر تاج و تخت ایران مشهور بود.

## شورش حسن‌خان سالار
وی در دورانی که استانداری خراسان را برعهده داشت دست به شورشی زد که ۵ سال به طول انجامید. این شورش یکی از مهمترین حوادث دوره سلطنت قاجاریه بود که در دوران صدراعظمی میرزاتقی‌خان امیرکبیر این شورش برچیده شد.
در شوال ۱۲۴۰ ه‍. ق (خرداد ۱۲۰۴خورشیدی) که الله‌یار خان خوانسالار و سالار بار ملقب به آصف‌الدوله و صدراعظم فتحعلی‌شاه شد، محمدحسن خان منصب و سمت پدر را یافت و به سالار معروف گردید. آصف‌الدوله در سال ۱۲۶۳ قمری (۱۲۲۶ خورشیدی) برای حسن‌خان سالار از طرف محمدشاه تولیت آستان قدس را صادر نمود پسر دیگرش میرزا محمدخان بیگلربیگی به سمت نیابت حکومت خراسان تعیین و خود از تهران به قصد زیارت مکه خارج گردید. آصف‌الدوله فرزندان خود را با دستورهای لازم برای برپا کردن شورش علیه حکومت مرکزی به خراسان روانه نمود و خود از دور دقیقا ناظر اقدامات و عملیات آنان گردید.
پس از ورود ناصرالدین شاه به تهران و برگذاری جشن تاجگذاری، اولین اقدامی که میرزا محمدتقی‌خان فراهانی امیرکبیر انجام داد رفع فتنه سالار بود. در نهایت سلطان‌مراد میرزا عموی ناصرالدین شاه را کته یکی از شاهزادگان لایق و با کفایت قاجاریه بود را با عده ای از افواج آذربایجان و تجهیزات کامل مامور قلع و قمع او نماید. پس از زد و خورد سخت و کشته شدن جمعی از طرفین و محاصره شهر مشهد، سرانجام سالار و برادر و دو پسرش تسلیم شدند. حسن‌خان سالار و پسرش امیراصلانخان و برادرش محمدعلیخان در شب دوشنبه ۱۶ جمادی الثانی ۱۲۶۶ قمری مصادف با ۹ اردیبهشت ۱۲۲۹ خورشیدی در مشهد اعدام و در خواجه ربیع مدفون گردیدند. و میرزا محمدخان بیگلربیگی در شب چهارشنبه نهم رجب همان سال (۱ خرداد ۱۲۲۹ خورشیدی) در تهران اعدام شد.

## ضرب سکه

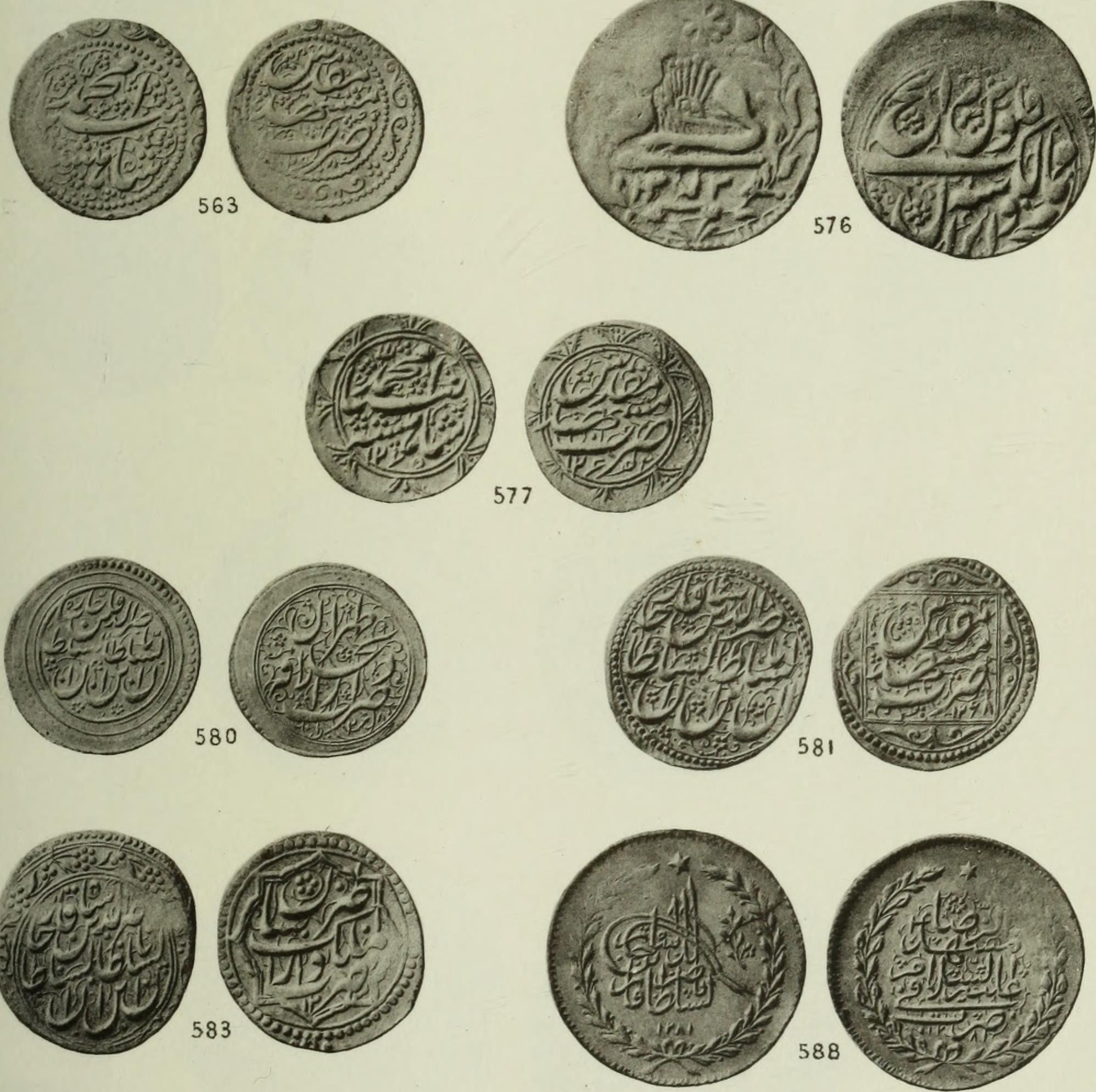
سکه های ضرب مشهد توسط محمدحسن خان سالار شورشی ناصرالدین شاه در موزه بریتانیا بخش سکه و نشان

هنگامی که سالار در مشهد محصور قوای اعزامی دولت بود مجبور شد که به طلاهای خزانه حضرت رضا ع دستبرد زده و آنها را به نام خویش سکه زده و به مصرف قشون محصور برساند.